# Port Popowice we Wrocławiu
Port Popowice – port rzeczny we Wrocławiu, położony nad rzeką Odrą, w 256,6 km jej biegu. Port ten leży w zachodniej części Wrocławia, w obrębie osiedla Popowice. Zlokalizowany jest na lewym brzegu rzeki.

## Historia i charakterystyka
Port w rejonie Popowice został w wybudowany w latach 1887–1888 przez Frankfurckie Towarzystwo Kolei Towarowej. Teren objęty inwestycją zajmował 9,52 ha. Posiadał połączenie kolejowe, przez węzeł kolejowy Popowice. Do końca lat osiemdziesiątych port obsługiwał przeładunek towarów masowych, głównie kruszyw, cementu itp. Na terenie portu pracowały cztery dźwigi i dwa wywroty. Wybudowano silosy na cement.
W roku 2006 Port Popowice posiadał następującą charakterystykę techniczną:
- powierzchnia portu: 82 684 m² (11 ha[3])
- powierzchnia obszaru wodnego: 15 725 m² (1,55 ha[3])
- długość nabrzeży: 851 m (przeładunkowe: 851 m; postojowe i inne: 554 m;[3])
- zdolność przeładunkowa: 0,6-1,2 mln ton rocznie

W porcie znajduje się jeden basen portowy o wymiarach 287 × 56 m. Wyposażony był w 4 żurawie portowe i posiadał nabrzeża skarpowo-estakadowe. Istniała możliwość pracy przy znacznych wahaniach poziomu wody. Większość infrastruktury portu zlikwidowano - w tym silosy na cement, które zostały wysadzone w 2018 roku.
Obecnie na terenie dawnego Portu Popowice realizowana jest inwestycja mieszkaniowa o tej samej nazwie.

## Galeria

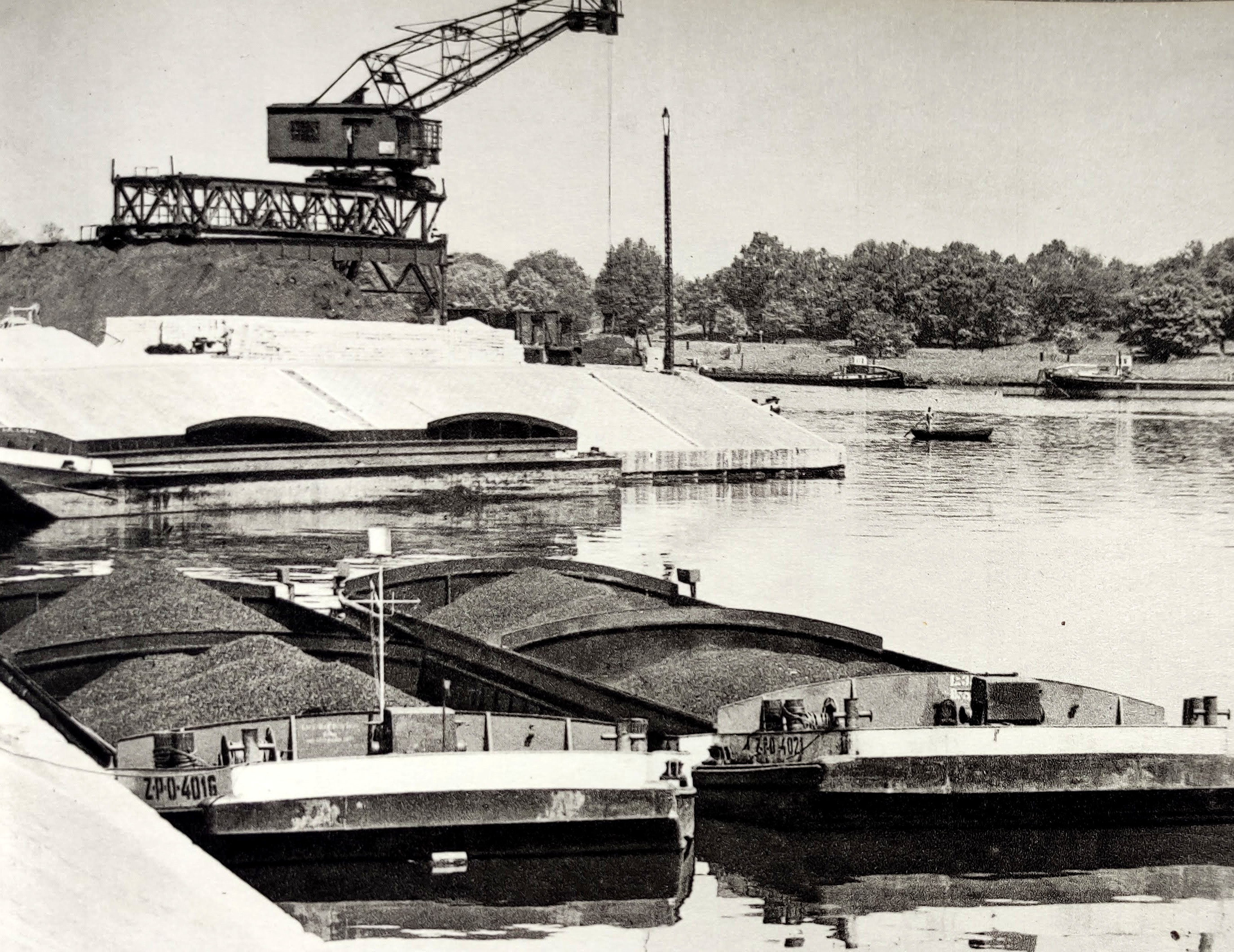
Barki z węglem, lata 60.
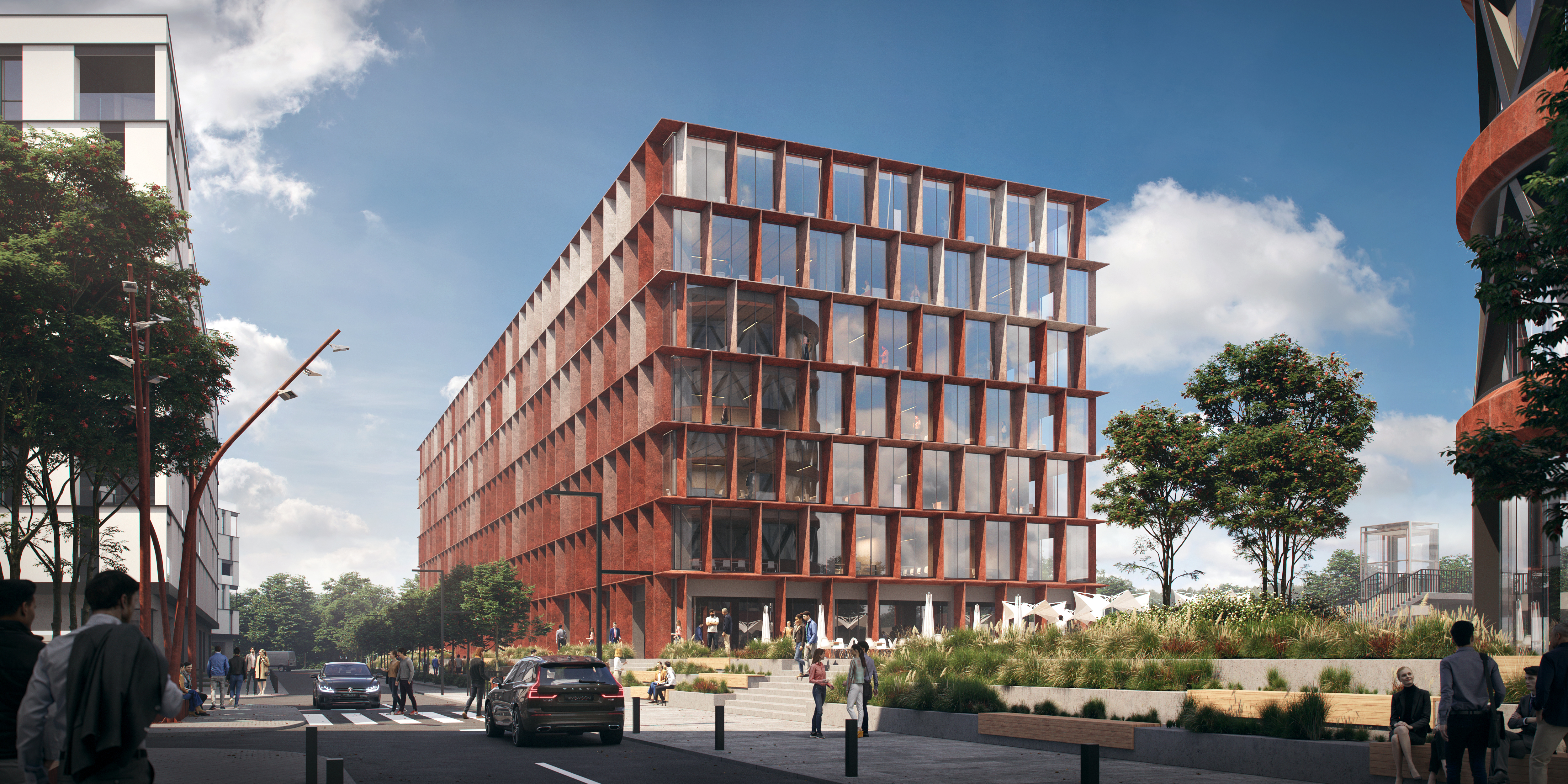
Projekty współczesnej zabudowy portu